# Милорад Мајић
Милорад Мајић (Нови Бечеј, 6. септембар 1906 — Београд, 6. децембар 1974) био је српски филмски и позоришни глумац.

## Каријера
Милорад Мајић је рођен 6. септембра 1906. године у Новом Бечеју. Основну школу завршио је у месту рођења, да би потом две године похађао Препарандију (учитељску школу) у Сомбору, коју напушта са жељом да упише ликовну академију. По повратку у родно место у потпуности се посветио сликању, али у нади да ће уписати ликовну академију, Милорад одлази у Загреб где се годину дана припремао за пријемни испит, али му је то ипак остала само неостварена жеља.
У Новом Бечеју је 1929. године гостовало десетак дана Градско повлашћено позориште из Ниша, чији су глумци становали у хотелу његовог стрица Славка Крке, који је у истом држао и новобечејски биоскоп. Била је то прилика да се Милорад дружи и боље упозна са глумцима. Када је нишка дружина напуштала Нови Бечеј у глумачком каравану био је и Милорад, који је са њима стигао у град на Нишави. У Нишу се упознао са глумицом Наталијом (Наташом) Нешовић, рођеном Београђанком, која ће му убрзо постати животна сапутница. У жељи да буду ближе родном крају, млади брачни пар 1931. напушта Ниш, са жељом да глумачку каријеру наставе у Новом Саду. Како је била летња пауза, успутна станица им је био Нови Бечеј, где су током лета организовали неколико занимљивих позоришних представа и неколико драмских вечери, што је забележено и у „Југословенском дневнику“, 31. јул 1931. године. Првих дана јесени и на почетку сезоне 1931/32, нашли су се на списку глумаца новосадског Српског народног позоришта. По окончању прве сезоне у СНП (31. августа 1932) родила им се ћерка (Дубравка Нешовић), што је утицало да привремено напусте Нови Сад, пређу у Београд код Наташиних родитеља и глумачку каријеру наставе у приватном позоришту Петра Милосављевића.
Ратне године је провео у Новом Бечеју и Панчеву, где функционише Дунавско народно позориште. После ослобођења игра у Панчеву и у новоформираном Народном позоришту „Стерија“ у Вршцу. После Бања Луке, где се опробао и као редитељ („Покондирена тиква“), враћа се у Војводину и за две године (1951 -1953) у Народно позориште у Сомбору, остварио је двадесетак запажених рола и режирао представу „Улични свирачи“ Паула Шурека, у којој је наступио и као глумац. После Сомбора, ређали су се градови као на филмској траци, по трећи пут Панчево, затим Цетиње, Титоград (данас Подгорица), Ужице, да би каријеру окончао у Зеници, где је 1970. отишао у пензију.
Крајем педесетих година, Мајић се поред позоришта исказао и на филму. Дебитовао је у филму Четири километра на сат, улогом Оп Јо, за коју је добио Златну арену у Пули за епизодну мушку улогу. Године 1958, у анкети београдског НИН-а био је међу десет најпопуларнијих југословенских глумаца. Поред филмског спектакла Козара играо је у још 14 филмова, као и у ТВ серији „Изданци из опаљеног грма“ (1972). Преминуо је 6. децембра 1974. године у Београду.

## Филмографија
|                   | 1950 | 1960 | 1970 | Укупно |
| ----------------- | ---- | ---- | ---- | ------ |
| Дугометражни филм | 2    | 8    | 3    | 13     |
| ТВ серија         | 0    | 0    | 1    | 1      |
| Кратки филм       | 0    | 1    | 0    | 1      |
| Укупно            | 2    | 9    | 4    | 15     |

| Год.     | Назив                              | Улога \|- style="background: Lavender; text-align:center; " | 1950.-те | 1950.-те | 1950.-те | 1950.-те |
| 1958.    | Четири километра на сат            | Оп Јо                                                       |          |          |          |          |
| 1959.    | Пет минута раја                    | Логораш                                                     |          |          |          |          |
| 1960.-те |                                    |                                                             |          |          |          |          |
| 1960.    | Боље је умети                      | Слепац                                                      |          |          |          |          |
| 1962.    | Козара                             | Деда                                                        |          |          |          |          |
| 1962.    | Степа                              | Панталеј                                                    |          |          |          |          |
| 1963.    | Невесињска пушка                   | /                                                           |          |          |          |          |
| 1963.    | Ветар нешто носи Кратки филм       | /                                                           |          |          |          |          |
| 1963.    | Две ноћи у једном дану             | Сељак                                                       |          |          |          |          |
| 1968.    | Узрок смрти не помињати            | Старац                                                      |          |          |          |          |
| 1968.    | Биће скоро пропаст света           | /                                                           |          |          |          |          |
| 1969.    | Заседа                             | Старац Божо                                                 |          |          |          |          |
| 1970.-те |                                    |                                                             |          |          |          |          |
| 1970.    | Сирома’ сам ал’ сам бесан          | /                                                           |          |          |          |          |
| 1970.    | Иду дани                           |                                                             |          |          |          |          |
| 1972.    | Трагови црне девојке               | /                                                           |          |          |          |          |
| 1972.    | Изданци из опаљеног грма ТВ серија | Милутинов деда                                              |          |          |          |          |